# Cantunas
Los cantunas o cantonas, también llamados cantuanales, cantujuanas, cantauhaonas, cantuñas, mandone o simaomos fueron una etnia coahuilteca  que estaba distribuida por el centro este de Texas.
Los cantonas vivían siempre junto a etnias vecinas o en sus mismas aldeas, tuvieron relación de esta índole con jumanos, mescales, payaya, xarames, tohoho, yojuanes, y wichita.

## Ubicación
Durante el período precolombino moraban entre las praderas de la Guadalupe y ríos Trinidad, particularmente al este de los sitios de la actual San Antonio, Austin y Waco.

## Afiliaciones lingüística
La lengua de los cantona ha sido difícil de determinar a causa de encontrarse en el límite de dominio coahuilteco y tonkawa, probablemente hablaban las dos lenguas, depende de donde habitaran.